# Y-Tu-Conga
Y-Tu-Conga es una canción de la cantante cubanoestadounidense Gloria Estefan. Fue lanzado como tercer y último sencillo del tercer álbum recopilatorio Greatest Hits vol. 2 a mediados del año 2001.

## Información general
Este sencillo es un remix del éxito de Gloria " Conga ", producido en Nueva York por su hijo Nayib Estefan y por el DJ Little Louie Vega . Fue lanzado sólo como sencillo promocional en España, Argentina, y algunas partes de Europa y los Estados Unidos.

## Ediciones
Estos son los formatos y listados de la pista de los principales del sencillo "Y-Tu-Conga".
 Estados Unidos – [Promocional] – CD Sencillo
1. "Cubarico Mix" – [7:38]
2. "Bonus Beats" – [4:38]
3. "El Tumbao De Cheo" – [7:33]
4. "Radio Fade" – [4:10]
5. "Unreleased Mix" – [7:53]

 Estados Unidos – [Promoional] – 12” Sencillo Vinilo
1. "Cubarico Mix# – [7:38]
2. "Bonus Beats – [4:38]
3. "Conga Ritual – [4:17]

## Listas
"Y-Tu-Conga" no era elegible para trazar porque era sólo un sencillo promocional, sin embargo, en España, debido a Airplay fuerte fue en el Top 40.
| Lista                  | Máxima Posición |
| ---------------------- | --------------- |
| España (Singles Chart) | 39              |

## Versiones oficiales
Versiones oficiales
1. Album version — 6:03

Remixes
1. Cubarico Mix — 7:38
2. Bonus Beats — 4:38
3. El Tumbao de Cheo — 7:33
4. Radio Fade — 4:10
5. Unreleased Mix — 7:53
6. Conga Ritual — 4:38

- Datos: Q2944273